# Wood Quay
Pour les articles homonymes, voir Quay.
Wood Quay est un site archéologique situé à Dublin.

## Situation et accès
Situé le long de la Liffey, il correspond à une ancienne implantation Viking et est aujourd'hui occupé par les locaux du Dublin City Council.

## Origine du nom
Son nom provient du fait que la rue longeant le fleuve à cet endroit était autrefois supportée par des pilotis de bois[source insuffisante].

## Historique
Ce lieu est associé à une controverse opposants partisans d'une protection du site archéologiques et tenants d'une campagne de fouilles préventives permettant de terminer le développement du site et la construction des bâtiments prévus.
La Dublin Corporation (ancien nom de la municipalité, ou Dublin City Council), a progressivement acquis les terrains de Wood Quay entre 1950 et 1975, pour y implanter ses nouveaux locaux. Pendant la première partie des travaux d'excavation, d'importantes découvertes archéologiques furent mises au jour sur le site. Il s'agit notamment de revêtements destinés à solidifier le sol alors meuble de la rive de la Liffey et faciliter l'approche des bateaux, de planches de bois provenant d'embarcations Vikings, de poteries de fabrication locale ou d'importation, mais ont aussi été trouvés des fragments de vêtements, des bijoux et des objets en pierre[source insuffisante].
Une campagne publique fut menée pour réclamer un arrêt du développement du site. Elle fut notamment marquée par une manifestation le 23 septembre 1978, ayant réuni plus de 20 000 personnes, sur un parcours entre Kildare Street et Wood Quay, surnommée la "marche Viking". Mais cette campagne fut infructueuse et les travaux ont été finalement menés à bien. Le responsable des fouilles préventives était Patrick F. Wallace, spécialiste des villes Viking, et qui travaillait au nom du Musée national d'Irlande. Il en est aujourd'hui le directeur. C'est dans ce musée que sont exposées les découvertes archéologiques de Wood Quay.